# 重婚
重婚（英語：bigamy）是指在單配偶制制度下，已有配偶的人而又與他人结婚，或同時與超過一人結婚，有時把事實婚姻也計算在內，即已有配偶者與他人以配偶名義共同生活，或者明知他人有配偶而或以配偶名義共同生活的行為。在容許多配偶制的婚姻制度中，如果配偶的數量超過所規定的，也被視為重婚。

## 民事責任
通常在單配偶制下，民法不允許成立一個以上的婚姻，後婚原則上會被視為無效婚姻。但在登記結婚時，民政或戶政機關一旦發現当事人已有婚姻，通常即不會再准予登記。

### 中華民國
《民法》：
第 985 條（禁止重婚）
有配偶者，不得重婚。
一人不得同時與二人以上結婚。
第 988 條（結婚無效事由）
結婚有下列情形之一者，無效：
1. 不具備第982條之方式。
2. 違反第983條規定。
3. 違反第985條規定。但重婚之雙方當事人因善意且無過失信賴一方前婚姻消滅之兩願離婚登記或離婚確定判決而結婚者，不在此限。

備註：《民法》制定當時凡結婚違反第985條重婚之規定者，依第992條規定利害關係人得向法院請求撤銷之，但在前婚姻關係消滅後，不得請求撤銷。此一規定使前婚配偶可以提起撤銷訴訟使後婚而歸於無效，若未有提起撤銷，重婚仍為有效。1985年修法改為重婚無效。
第 1052 條（法定離婚事由）
夫妻之一方，有下列情形之一者，他方得向法院請求離婚：
1. 重婚。
2. 與配偶以外之人合意性交。
3. 夫妻之一方對他方為不堪同居之虐待。
4. 夫妻之一方對他方之直系親屬為虐待，或夫妻一方之直系親屬對他方為虐待，致不堪為共同生活。
5. 夫妻之一方以惡意遺棄他方在繼續狀態中。
6. 夫妻之一方意圖殺害他方。
7. 有不治之惡疾。
8. 有重大不治之精神病。
9. 生死不明已逾3年。
10. 因故意犯罪，經判處有期徒刑逾6個月確定。

有前項以外之重大事由，難以維持婚姻者，夫妻之一方得請求離婚。但其事由應由夫妻之一方負責者，僅他方得請求離婚。

### 香港
《香港法例》：
第179章《婚姻訴訟條例》 第20(1)條 ，任何一方在結婚時已經與他人合法結婚，該段與第3者締結的婚姻便會無效。例如某人與他人締結第2段婚姻，而當時他／她並未有就第1段婚姻正式辦理離婚手續，他／她的第2段婚姻便告無效。

## 刑事責任
在刑法上，重婚被視為是妨害婚姻和家庭的行為，因此某些國家會處罰重婚罪，特別是在受到儒家影響的漢字文化圈。

### 中華民國
《中華民國刑法》：
第237条（重婚罪）

有配偶而重为婚姻或同时与2人以上结婚者，处5年以下有期徒刑；其相婚者亦同。

### 中華人民共和國
《中华人民共和国刑法》：
第258条（重婚罪）

有配偶而重婚的，或者明知他人有配偶而与之结婚的，处2年以下有期徒刑或者拘役。

### 香港
《侵害人身罪條例》：
第45條（重婚）

任何已婚之人，於原任丈夫或妻子在生之時與另一人結婚，即屬犯可循公訴程序審訊的罪行，可處監禁7年︰

但本條不得引伸應用於在過去7年其丈夫或妻子一直沒有出現，且得不到其丈夫或妻子仍在生的消息而再次結婚的人，或再次結婚時已憑離婚解除上一次婚姻約束的人，或其前次婚姻已遭具司法管轄權的法院宣判無效的人。

### 澳門
《澳門刑法典》：
第239条（重婚）
下列者，處最高2年徒刑，或科最高240日罰金：

A）已婚而締結另一婚姻者；
B）與已婚之人締結婚姻者。

### 日本
日本《刑法》第184條規定，重婚行為可處2年以下有期徒刑。